# Souleymane Bamba
Souleymane "Sol" Bamba (Ivry-sur-Seine, 13 de janeiro de 1985 – Manisa, 31 de agosto de 2024) foi um futebolista e treinador marfinense que atuava como zagueiro.

## Carreira
Bamba integrou o elenco da Seleção Marfinense de Futebol nas Copas do Mundo de 2010 e 2014.

## Vida pessoal e morte
Em 2021, Bamba superou um linfoma não Hodgkin. Morreu na Turquia aos 39 anos em 31 de agosto de 2024.

## Títulos
Costa do Marfim
- Campeonato Africano das Nações: 2012 – 2.º lugar